# محمد حموش
محمد الأمين حموش لاعب كرة قدم جزائري، يلعب كمدافع في الاتحاد الرياضي السوفي.
لعب سابقاً في أندية وفاق سطيف و شبيبة سكيكدة و دفاع تاجنانت و نادي القيصومة السعودي وأهلي برج بوعريريج ونادي السلمية ونادي مولودية البيض والاتحاد الرياضي السوفي.

## روابط خارجية
محمد حموش على موقع قاعدة بيانات كرة القدم.إي يو (الإنجليزية)
- محمد حموش على موقع كووورة